# بوبي براون (لاعب كرة قدم)
بوبي براون (بالإنجليزية: Bobby Brown)‏ (24 نوفمبر 1953 ببليموث في المملكة المتحدة - ) هو مدرب كرة قدم ولاعب كرة قدم بريطاني في مركز الهجوم. لعب مع تشيلسي وشيفيلد وينزداي ونادي كاين وUS Thionville Lusitanos ‏ ونادي ألدرشوت ونادي بوسطن يونايتد.

## وصلات خارجية
- بوبي براون على موقع قاعدة بيانات كرة القدم.إي يو (الإنجليزية)
- بوبي براون على موقع عالم كرة القدم.نت (الإنجليزية)